# Балкон (картина Мане)
«Балкон» (фр. Le Balcon) — картина, написанная  в 1868—1869 годах французским художником Эдуаром Мане (Édouard Manet, 1832—1883). Принадлежит музею Орсе в Париже. Размер картины — 170×124,5 см. В литературе также употребляется название «На балконе».

## История
В 1868 году Мане познакомился с художницей Бертой Моризо. В сентябре того же года она начала позировать ему для будущей картины «Балкон». Картина была принята жюри Парижского салона, и она была выставлена на Парижском салоне в мае 1869 года. Вместе с ней была выставлена и другая картина Мане — «Завтрак в мастерской». Берта Моризо, посетившая выставку, поделилась впечатлениями о выставленных там картинах Мане в письме к своей сестре Эдме: 
Его картины, как всегда, производят впечатление дикого или даже слегка недозрелого плода, но я не могу сказать, что они не нравятся мне. В «Балконе» я получилась скорее странной, чем некрасивой, кажется, среди любопытных распространился эпитет «роковая женщина». Оригинальный текст (фр.)Ses peintures produisent comme toujours l'impression d'un fruit sauvage ou même un peu vert, elles sont loin de me déplaire. Je suis plus étrange que laide, il paraît que l'épithète de femme fatale a circulé parmi les curieux.
С 1884 года картина находилась в коллекции французского маршана и художника Гюстава Кайботта (Gustave Caillebotte). После его смерти, в 1894 году картина перешла в собственность государства, а в 1896 году она была передана в Музей в Люксембургском саду. С 1929 года она находилась в собрании Лувра, а с 1947 года — в национальной галерее Же-де-Пом (фр. Jeu de Paume). В 1986 году картина была передана в Музей Орсе, где она и находится до сих пор.

## Описание
На картине изображена сцена на балконе, который огорожен зелёной решёткой. На балконе находятся две женщины в белоснежных платьях — одна из них сидит (художница Берта Моризо), а другая стоит (скрипачка Фанни Клаус). Позади них стоит нарядно одетый мужчина (художник Антуан Гийеме), а в темноте на заднем плане можно различить Леона Коэллу Леенхоффа, приёмного сына Мане.
Считается, что сюжет и композиция картины «Балкон» были навеяны картиной «Махи на балконе» (1808—1814), автором которой был Франсиско Гойя — один из любимых художников Мане.
При подготовке к написанию картины «Балкон» Мане также написал отдельный «Портрет мадемуазель Клаус» (1868), где Фанни Клаус изображена сидящей на балконе.

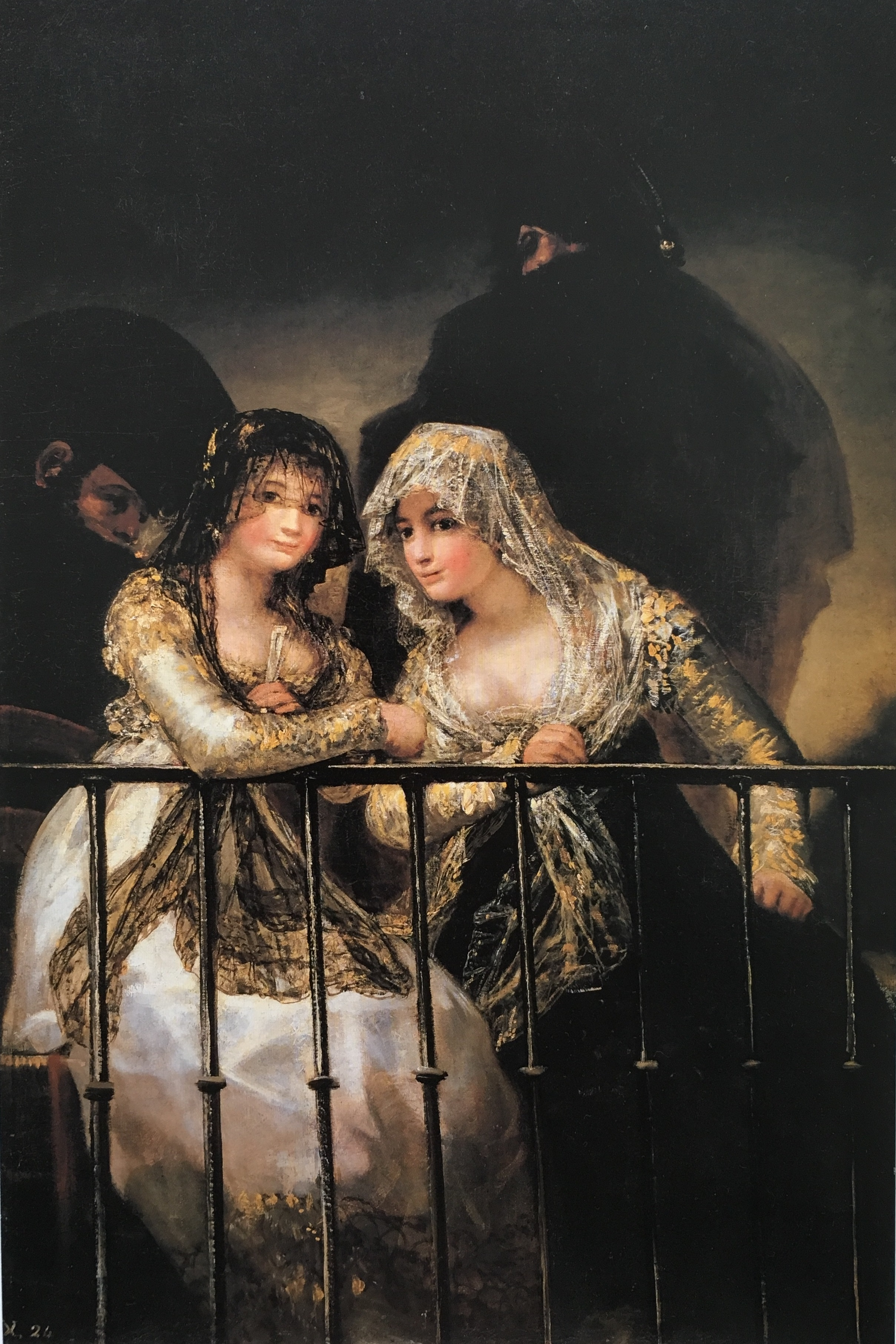
Франсиско Гойя Махи на балконе
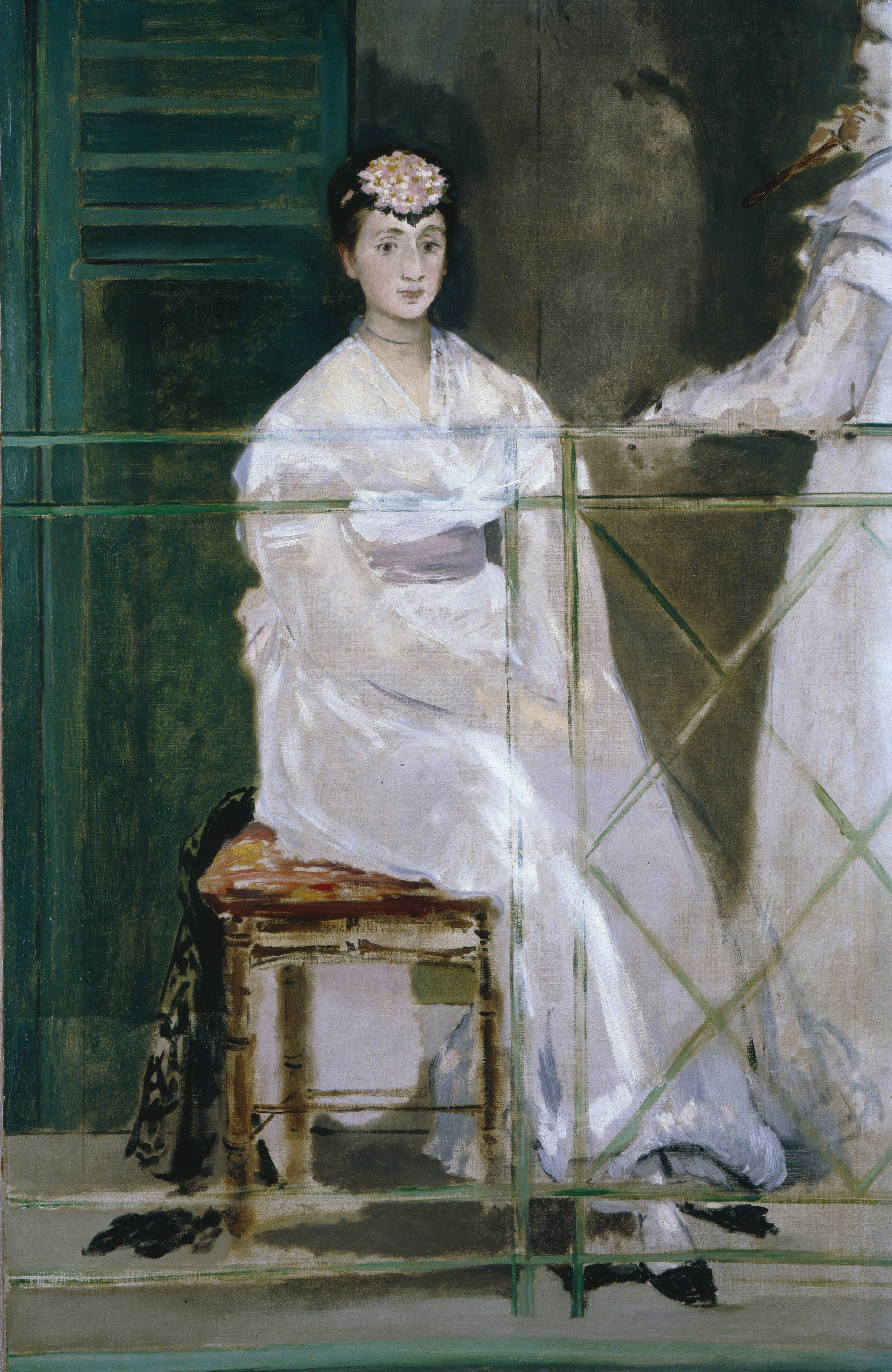
Эдуар Мане Портрет мадемуазель Клаус